# Associação Brasileira de Preservação Ferroviária

A Associação Brasileira de Preservação Ferroviária (ABPF) é uma associação para a divulgação histórica das ferrovias do Brasil cuja sede nacional é localizada em Campinas.

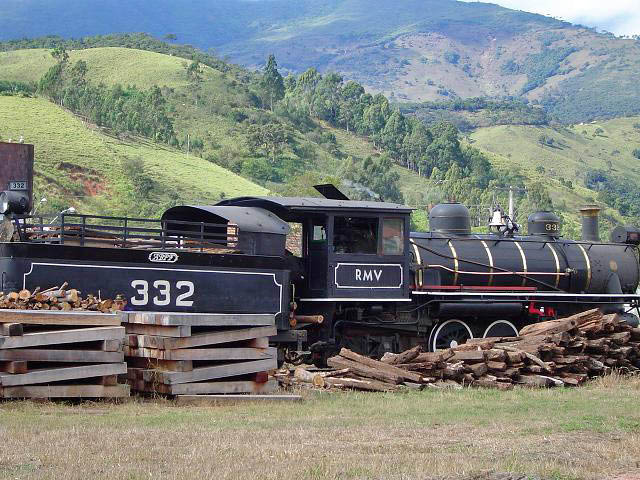
ABPF Regional Sul de Minas (ou Regional Cruzeiro-SP), Trem da Serra da Mantiqueira

Foi fundada em 1977 quando o francês Patrick Henri Ferdinand Dollinger reuniu interessados em preservação de locomotivas a vapor e pela divulgação da história das ferrovias no Brasil.

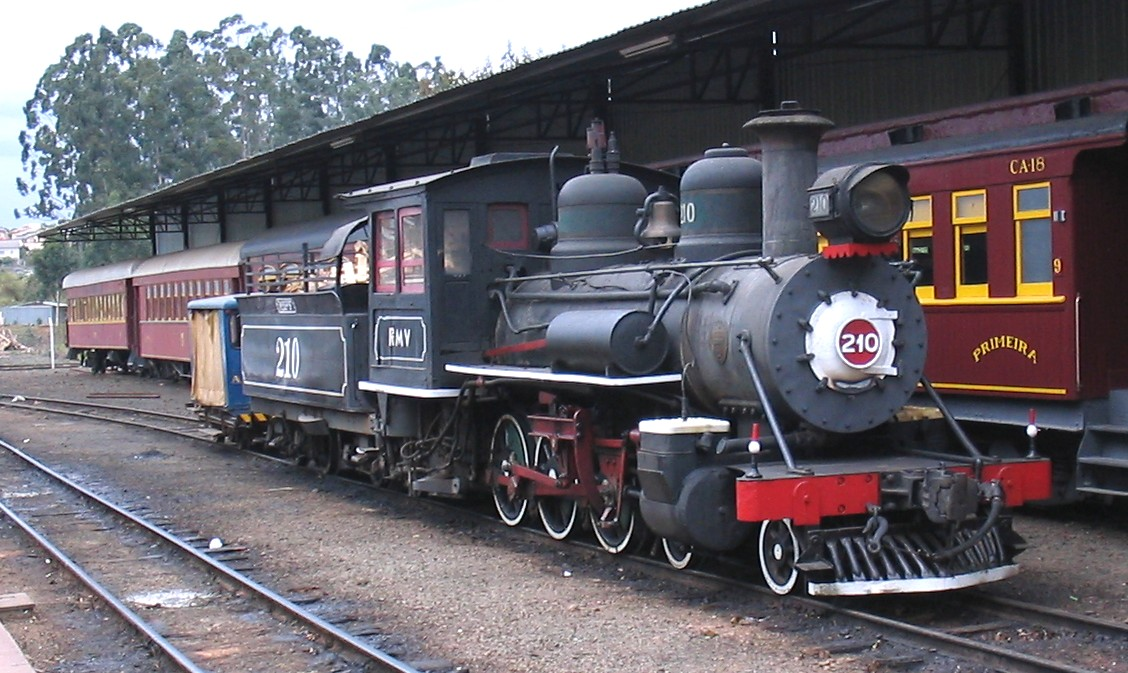
Estação Anhumas - sede nacional da ABPF - Locomotiva 210 oriunda da Rede Mineira de Viação - RMV

O processo de criação da ABPF, da concepção à efetivação, durou de 1966, quando Patrick chegou ao Brasil, até 4 de setembro de 1977, quando foi possível realizar a assembleia de fundação da Associação. A ABPF teve papel fundamental na preservação do trecho remanescente da linha da "bitolinha" que liga as cidades históricas de São João del-Rei e Tiradentes no início dos anos 80. Naquela época chegou a ser cogitada a criação da Regional Oeste de Minas, ideia que se concretizou somente com a criação de um núcleo de estudos no local.
A ABPF é composta de uma Diretoria Nacional, Regionais e Núcleos espalhados pelo país.

## Regionais e Núcleos
A ABPF é composta por diversos núcleos regionais, a fim de melhor administrar seus trechos e cumprir seu objetivo de preservação ferroviária:
- ABPF - Regional Campinas
  - Núcleo de Rio Claro
- ABPF - Regional Santa Catarina
  - Núcleo Vale do Itajaí
- ABPF - Regional Sul de Minas
  - Núcleo de Estudos Oeste de Minas
- ABPF - Regional São Paulo
- ABPF - Regional Paraná
- ABPF - Regional do Rio de Janeiro
- ABPF - Regional Porto Novo
- ABPF - Regional do Rio de Janeiro

## Trens em Operação
Os seguintes trechos ferroviários encontram-se em operação turística, chamados pela ABPF de "Museus Dinâmicos":
- Estrada de Ferro Santa Catarina
- Trem das Águas
- Trem da Serra da Mantiqueira
- Trem das Termas
- Trem da Serra do Mar
- Trem dos Imigrantes
- Trem dos Ingleses
- Viação Férrea Campinas-Jaguariúna
- Trem de Guararema

### Galeria
|  |  |  |

|  |  |  |